# Karl van Verden
Karl van Verden (17. st. − 1731.), nizozemski kartograf i pomorac koji je početkom 18. stoljeća istraživao u službi Ruskog Carstva.
Koncem 1710-ih godina ruski car Petar Veliki upošljava K. van Verdena s obzirom na to da ga je pratila reputacija iskusnog i sposobnog pomorca, a njegovu domovinu Nizozemsku kartografskog žarišta Europe. Zadatak van Verdena bio je istražiti i kartirati Kaspijsko jezero, ondašnju zemljopisnu enigmu koja se na zemljovidima stoljećima prikazivala u proizvoljnim oblicima. Dvogodišnje van Verdenovo istraživanje završeno je 1721. godine, a njegov će rad imati značajne kartografske i političke posljedice − ruski je vladar iste godine poslao skice u sve europske prijestolnice pa se Kaspijsko jezero konačno počinje prikazivati u pravilnom obliku, a godinu dana kasnije zemljovidi su mu poslužili na izvrši invaziju na iranske gradove Derbent i Baku. Unatoč bitnim ostvarenjima, karijera van Verdena nadalje je krenula silaznom putanjom jer je ruski vladar koncem 1724. godine novi posao istraživanja Sjevernog morskog puta ponudio danskom pomorcu V. Beringu.

## Vanjske poveznice
- (engl.) Bagrow, Leo. 2010. History of cartography. II. izdanje izdanje. Transaction Publishers. New Brunswick. str. str. 175. ISBN 9781412811545. OCLC 351324702

Ostali projekti
|  | Zajednički poslužitelj ima još gradiva o temi Karl van Verden |